# Barbara Margaret Trimble
Pour les articles homonymes, voir Trimble.
Barbara Margaret Trimble, née le 15 février 1921 ou le 21 février 1921, selon les sources à Holyhead sur Holy Island, au pays de Galles, et morte en 1995, est une femme de lettres britannique, auteure de roman policier et de roman d'amour. Elle signe ses romans de trois pseudonymes, Margaret Blake, B. M. Gill et Barbara Gilmour.

## Biographie
Elle travaille comme employée de bureau, enseignante et pédicure avant de commencer une carrière littéraire.
En 1967, elle publie dans le genre romance son premier roman, Stranger at the Door, signé Margaret Blake. En 1977, elle débute en littérature policière avec Target Westminster qu'elle signe B. M. Gill. En 1980, elle crée le personnage de l'Inspecteur Maybridge, héros d'une série de trois romans, dont seul le premier est traduit en français sous le titre Une mort sans tache (Victims).
En 1984, elle fait paraître Le Douzième Juré (The Twelfth Juror) pour lequel elle remporte le Gold Dagger Award. Ce roman est « une réussite dans le genre judiciaire », selon Michel Amelin et Claude Mesplède.  En 1986, elle publie Petits Jeux de massacre (Nursery Crimes), un « superbe roman psychologique ».
Ses romans policiers « sont des whodunit classiques mâtinés d'ambiance noire à l'américaine et saupoudrés de psychologie ».

## Œuvre

### Romans signés Margaret Blake
- Stranger at the Door (1967)
- Bright Sun, Dark Shadow (1968)
- The Rare and the Lovely (1969)
- The Elusive Exile (1971)
- Courier to Danger (1973)
- Flight from Fear (1973)
- Apple of Discord (1975) Publié en français sous le titre La Pomme de discorde, Paris, Éditions Mondiales, coll. « Nous deux » no 345 (1975)
- Walk Softly and Beware (1977) Publié en français sous le titre Une Hospitalité dangereuse, Paris, Éditions Mondiales, coll. « Nous deux » no 407 (1980)  (ISBN 2-7074-1407-7)

### Romans signés B. M. Gill

#### SérieInspecteur Maybridge
- Victims (1980) (autre titre Suspect) Publié en français sous le titre Une mort sans tache, Paris, Fayard (1992)  (ISBN 2-213-02879-6)
- Seminar for Murder (1985)
- The Fifth Rapunzel (1991)

#### Autres romans
- Target Westminster (1977)
- Death Drop (1979)
- The Twelfth Juror (1984) Publié en français sous le titre Le Douzième Juré, Paris, Fayard (1991)  (ISBN 2-213-02671-8) ; réédition LGF, coll. « Le Livre de poche » no 14558 (1998)  (ISBN 2-253-14558-0)
- Nursery Crimes (1986) Publié en français sous le titre Petits jeux de massacre, Fayard (1993)  (ISBN 2-213-03052-9) ; réédition LGF, coll. « Le Livre de poche » no 14943 (2000)  (ISBN 2-253-14943-8)
- Dying to Meet You (1988)
- Time and Time Again (1989)

### Roman signés Barbara Gilmour
- You Can't Stay Here (1968)
- Pattern of Loving (1969)
- Threads of Fate (1971)
- Question the Wind (1973) Publié en français sous le titre Comme l'oiseau sur la branche, Paris, Éditions Mondiales, coll. « Modes de Paris » no 107 (1979)  (ISBN 2-7074-4107-4)

## Prix et distinctions
- Gold Dagger Award 1984 pour Le Douzième Juré (The Twelfth Juror)

## Sources
: document utilisé comme source pour la rédaction de cet article.
- Claude Mesplède (dir.), Dictionnaire des littératures policières, vol. 1 : A - I, Nantes, Joseph K, coll. « Temps noir », 2007, 1054 p. (ISBN 978-2-910686-44-4, OCLC 315873251), p. 841-842 (notice G.M. Gill)